# Wade Hampton Frost
Wade Hampton Frost (Marshall, Virginia, 3 de março de 1880 –  Baltimore, Maryland, 1 de maio de 1938) foi médico, professor e presidente do primeiro Departamento de Epidemiologia da Escola de Saúde Pública Johns Hopkins Bloomberg.

## Biografia
Frost nasceu em 3 de março de 1880 e foi o sétimo de oito filhos de um médico local do condado de Marshall. Sua educação básica foi domiciliar obtida sob a tutela de sua mãe, exceto os dois anos finais, que foram em colégios internos. Em 1901, Frost recebeu seu título de Bacharel e em 1903, o diploma em medicina, com ênfase em matemática e habilidades de análise clínica, ambos pela Universidade da Virgínia.
Em 1905, Frost ingressou como cirurgião assistente 1 no Serviço Hospitalar Marinho (hoje Serviço de Saúde Pública dos Estados Unidos, em inglês: United States Public Health Service). No ano seguinte, atuou no controle da epidemia de Febre Amarela nos Estados Unidos. Em 1909, ele foi promovido a cirurgião assistente 2 (tradução livre de past assistant surgeon, em inglês), foi enviado para o Laboratório de Higiene (precursor do Institutos Nacionais da Saúde), onde se interessou por epidemiologia. Finalmente, em 1917, tornou-se cirurgião.
Com o surto da gripe de 1918,  o aumento drástico no número de mortes, o fechamento de escolas na costa leste dos Estados Unidos e a saturação de hospitais fizeram com que os esforços de Frost em entender a dinâmica de uma epidemia se intensificassem. Para acompanhar o progresso da pandemia em seu país, Frost e seu colega Edgar Sydenstricker elaboraram uma pesquisa nacional de saúde. Casa a casa, e seguindo uma amostra estatisticamente representativa, os entrevistadores conseguiram preencher cerca de 11 300 questionários, que coletaram a idade e o sexo de todos os moradores de cada casa, bem como a data e a duração de eventuais casos de pneumonia ou gripe, leve, grave ou fatal. O resultado dessa pesquisa foi o desenvolvimento de um método para estimar a taxa de mortalidade da pandemia de 1918, conhecido como método de mortalidade excessiva (excess mortality method, em inglês), que é usado atualmente pelo Centro de Controle e Prevenção de Doenças (CDC) dos EUA para calcular o número de mortos por COVID-19.
Em 1919, ele iniciou a sua carreira na Bloomberg School of Public Health, que faz parte da Universidade Johns Hopkins, sendo o primeiro residente conferencista no recém-inaugurado Departamento de Epidemiologia. Ele foi promovido a professor em 1921 e serviu como presidente do departamento de 1919 a 1938. Na década de 1920, em trabalho conjunto com o matemático Lowell Reed, desenvolveu um modelo epidêmico estocástico, conhecido como o Modelo de Reed-Frost, que foi amplamente divulgado no meio científico, tornando-se um programa de TV. Frost renunciou ao Serviço de Saúde Pública em 1929 para dedicar todo o seu tempo à Johns Hopkins. Ele foi nomeado reitor da Escola de Higiene e Saúde Pública em 1931 e ocupou esse cargo até 1934.
Ao longo de sua carreira, Frost foi autor de sessenta e três publicações científicas (duas publicadas postumamente). Aproximadamente 75% eram de autoria única e quase metade (29 de 63; 46%) apareciam em periódicos como o Public Health Reports, American Journal of Epidemiology e o Hygienic Laboratory Bulletin (precursor do National Institute of Health Bulletin). Poliomielite era o tópico mais comum em seus artigos antes de ele ingressar na Bloomberg School of Public Health, onde então publicou sobre gripe, difteria e tuberculose. Ele morreu em Baltimore, Maryland em 1 de maio de 1938, de câncer de esôfago.

## Publicações selecionadas
- Frost, Wade Hampton; Snow, John; Richardson, Benjamin Ward (1936). Snow on cholera: being a reprint of two papers. [S.l.]: New York: The Commonwealth fund. 191 páginas.

- Frost, Wade Hampton (1941). Papers of Wade Hampton Frost, M.D: A contribution to epidemiological method. [S.l.]: H. Milford, Oxford University Press. 628 páginas.